# Campionati mondiali juniores di pattinaggio di figura 2020
I Campionati mondiali juniores di pattinaggio di figura 2020 si sono svolti a Tallinn, in Estonia, dal 2 all'8 marzo. È stata la 45ª edizione del torneo, organizzato dalla International Skating Union.

## Podi
| Evento              | Oro                                   | Argento                            | Bronzo                               |
| Singolare maschile  | Andrei Mozalev                        | Yūma Kagiyama                      | Petr Gumennik                        |
| Singolare femminile | Kamila Valieva                        | Dar'ja Usačëva                     | Alysa Liu                            |
| Coppie              | Apollinaria Panfiilova / Dmitry Rylov | Ksenia Akhanteva / Valerii Kolesov | Iulia Artemeeva / Mikhail Nazarychev |
| Danza               | Avoleny Nguyen / Vadym Kolesnik       | Maria Kazakova / Georgy Reviya     | Elizaveta Shanaeva / Devid Naryzhnyy |